# Naktong Vallis
Naktong Vallis é um antigo vale fluvial no quadrângulo de Arabia em Marte, localizado a 5.3° latitude norte e 327.1° longitude oeste. Sua extensão é de 494 km e seu nome vem de um rio na Coreia.
Naktong Vallis é parte do sistema de vales Naktong-Scamander-Mamers cuja extensão é comparável aos maiores sistemas da Terra, como o Missouri-Mississippi.